# 2003年亚洲竞技体操锦标赛
2003年亚洲竞技体操锦标赛是第二屆亚洲竞技体操锦标赛，於2003年11月22日至11月25日在中國廣州舉行。

## 比赛成绩

### 男子
| 赛事     | 金牌                                | 银牌                                | 铜牌                               |
| 团体     | 中国                                | 日本                                |                                    |
| 个人全能 | 梁富亮 · 中国（CHN）                | 冯敬 · 中国（CHN）                  | 陆斌 · 中国（CHN）                 |
| 自由体操 | 耶·叶里姆贝托夫 · 哈萨克斯坦（KAZ） | 梁泰勇 · 韩国（KOR）                | 哈尔兹·哈尔德·纳什万 · 也门（YEM） |
| 鞍马     | 梁富亮 · 中国（CHN）                | 陆斌 · 中国（CHN）                  | 无                                 |
| 鞍马     | 梁富亮 · 中国（CHN）                | 林向韦 · 中華臺北（TPE）            | 无                                 |
| 吊环     | 冯敬 · 中国（CHN）                  | 无                                  | 陆斌 · 中国（CHN）                 |
| 吊环     | 季·库尔班巴耶夫 · 哈萨克斯坦（KAZ） | 无                                  | 陆斌 · 中国（CHN）                 |
| 跳马     | 陆斌 · 中国（CHN）                  | 耶·叶里姆贝托夫 · 哈萨克斯坦（KAZ） | 哈尔兹·哈尔德·纳什万 · 也门（YEM） |
| 双杠     | 梁富亮 · 中国（CHN）                | 金大恩 · 韩国（KOR）                | 远藤正木 · 日本（JPN）             |
| 单杠     | 耶·叶里姆贝托夫 · 哈萨克斯坦（KAZ） | 梁富亮 · 中国（CHN）                | 无                                 |
| 单杠     | 耶·叶里姆贝托夫 · 哈萨克斯坦（KAZ） | 斯·戈尔巴乔夫 · 哈萨克斯坦（KAZ）   | 无                                 |

### 女子
| 赛事     | 金牌                 | 银牌                 | 铜牌                     |
| 团体     | 中国                 | 日本                 |                          |
| 个人全能 | 张楠 · 中国（CHN）   | 范晔 · 中国（CHN）   | 陈淼洁 · 中国（CHN）     |
| 跳马     | 王湉湉 · 中国（CHN） | 陈淼洁 · 中国（CHN） | 吴凌怡 · 中華臺北（TPE） |
| 高低杠   | 陈淼洁 · 中国（CHN） | 范晔 · 中国（CHN）   | 石坂真巳 · 日本（JPN）   |
| 平衡木   | 张楠 · 中国（CHN）   | 范晔 · 中国（CHN）   | 大島杏子 · 日本（JPN）   |
| 自由体操 | 张楠 · 中国（CHN）   | 王湉湉 · 中国（CHN） | 石坂真巳 · 日本（JPN）   |

## 奖牌榜
| 排名                     | 国家 / 地区              | 金牌 | 銀牌 | 銅牌 | 总计 |
| ------------------------ | ------------------------ | ---- | ---- | ---- | ---- |
| 1                        | 中國                     | 12   | 8    | 3    | 23   |
| 2                        |                          | 3    | 2    | 0    | 5    |
| 3                        | 日本                     | 0    | 2    | 4    | 6    |
| 4                        |                          | 0    | 2    | 2    | 4    |
| 5                        | 中華臺北                 | 0    | 1    | 1    | 2    |
| 6                        | 葉門                     | 0    | 0    | 2    | 2    |
| 总计（共6个国家 / 地区） | 总计（共6个国家 / 地区） | 15   | 15   | 12   | 42   |

## 参赛国家
共有來自14個國家的69名運動員參加了比賽。

| - 中国 (8) - 中華臺北 (8) - 香港 (3) - 印度 (7) - 日本 (8) | - 约旦 (1) - (6) - 科威特 (3) - 马来西亚 (4) - 菲律賓 (2) | - (8) - 斯里蘭卡 (2) - 泰國 (5) - 葉門 (4) |